# Rechtsstreit
Unter einem Rechtsstreit oder einer Rechtsstreitigkeit versteht man im Rechtswesen institutionell ein Gerichtsverfahren, materiell eine zwischen zwei oder mehreren Parteien bzw. Beteiligten in einem gerichtlichen Verfahren ausgetragene Auseinandersetzung über ein Rechtsverhältnis. 

## Allgemeines
Es handelt sich um einen Streit von mindestens zwei Rechtssubjekten, wobei der Streitgegenstand ein bestehendes Rechtsverhältnis betrifft. Der Rechtsstreit setzt eine Rechtsstreitigkeit zwischen mindestens zwei Rechtssubjekten und deren Willen voraus, nicht im unentschiedenen Streit zu verharren, sondern ihn durch Rechtsspruch zu beenden, um den Rechtsfrieden wiederherzustellen. Rechtsstreitigkeit ist ein Sachverhalt, dessen rechtliche Beurteilung umstritten ist. Die institutionelle Sichtweise des Rechtsstreits kommt in einem Zitat aus dem Jahre 1832 zum Ausdruck: „Der Ausdruck Rechtsstreit bezeichnet eine jede Klage, gleichviel ob sie eine dingliche oder persönliche sei“. Sobald zwischen mindestens zwei Rechtssubjekten (natürliche Personen, Personenvereinigungen, juristische Personen) aus ihrem Rechtsverhältnis eine unterschiedliche Meinung über eine Rechtsfrage entsteht, die sie gegenseitig nicht durch gütliche Einigung klären können, befinden sie sich im Rechtsstreit (materieller Aspekt). Mit der Klage eröffnet dann der Kläger den Rechtsstreit (lateinisch litigosum) vor Gericht (institutioneller Aspekt).

## Rechtsfragen
Rechtsstreit und Rechtsstreitigkeit sind Rechtsbegriffe, die vor allem in der Zivilprozessordnung (ZPO) häufig vorkommen, ohne dass diese eine Legaldefinition anbietet. Die ZPO regelt das gerichtliche Verfahren in Zivilprozessen, die für die Austragung von Rechtsstreitigkeiten geschaffen sind. In § 79 ZPO wird klargestellt, dass die Parteien einen Rechtsstreit vor Gericht selbst führen können, soweit ihre Vertretung durch Rechtsanwälte nicht geboten ist. Bei Anwaltszwang dagegen ermächtigt eine Prozessvollmacht nach § 81 ZPO zu allen den Rechtsstreit betreffenden Prozesshandlungen. Mit Zugang der Klage bei Gericht ist der Rechtsstreit anhängig. Die Parteien verhandeln sodann über den Rechtsstreit vor dem erkennenden Gericht mündlich (§ 128 ZPO). Ist der Rechtsstreit zur Endentscheidung reif – wenn insbesondere beweiserhebliche Tatsachen bewiesen oder unstrittig sind – so hat das Gericht sie durch Endurteil zu erlassen (§ 300 ZPO). Damit ist der Rechtsstreit formell beendet, das Urteil entfaltet auch materielle Rechtswirkung. Die unterliegende Partei hat nach § 91 ZPO die Kosten des Rechtsstreits zu tragen. Der Prozessvergleich beendet einen Rechtsstreit ohne Urteil (§ 779 Abs. 1 BGB). Es handelt sich hierbei um einen Vertrag, durch den der Streit oder die Ungewissheit der Parteien über ein Rechtsverhältnis im Wege gegenseitigen Nachgebens beseitigt wird.
Nach § 13 GVG gehören vor die ordentlichen Gerichte die bürgerlichen Rechtsstreitigkeiten, die Familiensachen und die Angelegenheiten der freiwilligen Gerichtsbarkeit (Zivilsachen) sowie bestimmte Strafsachen.

## Eskalation des Rechtsstreits
Können Rechtsstreitigkeiten unter den Beteiligten nicht einvernehmlich beigelegt werden, so sind mindestens bei Anwaltszwang Rechtsanwälte einzuschalten, die eine Klage bei Gericht einreichen. Hierdurch eskaliert der Rechtsstreit auf weitere Beteiligte und beschäftigt die Rechtspflege möglicherweise über den insgesamt möglichen Instanzenweg.